# Fumeiro
 (mars 2023).
Si vous disposez d'ouvrages ou d'articles de référence ou si vous connaissez des sites web de qualité traitant du thème abordé ici, merci de compléter l'article en donnant les références utiles à sa vérifiabilité et en les liant à la section « Notes et références ».
Fumeiro est le nom générique donné au Portugal aux viandes, généralement porcines, exposées à la fumée pour leur conservation ou pour leur donner des caractéristiques uniques.
Les presuntos et les charcuteries sont dans leur majorité exposés à la fumée. D'autres parties de la viande du porc peuvent aussi connaitre le même traitement.
Dans divers districts du Portugal comme Vila Real, Bragance, Viseu, Guarda et même dans l'Alentejo, l'industrie du fumeiro (aussi appelée fumados) ou la « feitura artesanal » du fumeiro fait partie intégrante de l'économie locale.
Il se réalise au Portugal diverses feiras du fumeiro, on peut y noter le concelho de Vinhais, étant connu comme « Vinhais, capitale du fumeiro » (Vinhais, Capital do Fumeiro). 
Cette industrie est aussi présente dans diverses zones de la Galice et dans d'autres zones d'Espagne.